# Enneagramma
Az enneagramma (angol: enneagram) kilencoldalú geometriai alakzat. A szó az ennea = kilenc és gramma = írott dolog, vonal, betű, levél szóból származik. Úgy tartják hogy az alakzat ősi eredetű, lehetséges, hogy a szúfiktól ered. A modern korban G. I. Gurdjieff használta először. Gurdjieff az alapvető univerzális kozmikus törvényekről szóló tanításaiban használta, de nem közölte, honnan származik eredetileg az alakzat, csak annyit tudhatunk meg tőle, hogy titkos társaságok jelképe volt. Az alakzatot ma különféle tanítási rendszerekben használják. Az utóbbi években mint a személyiség enneagrammája került az érdeklődés középpontjába.

## Geometria

csillag enneagrammák

A geometriában az enneagramma szabályos kilencoldalú csillagsokszög, amelynek pontjai megegyeznek a kilencszögével, de máshogy vannak összekötve.
Két alakja van: (9/2) és (9/4), amelyen rendre minden második, vagy minden negyedik pont van összekapcsolva. Van csillag-alakzat is (9/3), amely a szabályos kilencszög pontjaiból készül, de itt három egyenlő oldalú háromszögként vannak összekötve.

## Gurdjieff és Ouspensky
Az eneagramma legújabb kori használata G. I. Gurdjieff nevéhez és az általa tanított negyedik út hagyományhoz kapcsolható. Az általa használt figura kör, amelyen kilenc pontot helyeztek el.
A körön belül háromszög köti össze a 3., 6. és 9. számú pontokat. A másik hat (1, 4, 2, 8, 5, és 7) pontok összekötésével keletkező alak pókhálóhoz hasonlít. Az 142857 számsor szabályai alkalmazhatók a jelenség magyarázatánál. Gourdjieff szerint az enneagramma szimbolizálja a „Hét törvénye” és a „Három törvénye” – két alapvető univerzális törvény – kombinációját, ezért bármilyen természeti, kozmikus vagy élet-jelenség leírására használható.
Erre alapvető példa, hogy az enneagramma segítségével illusztrálható Gurdjieff három emberi 'tápláléktípusának' (ezek: az étel, a levegő és a benyomások) fejlődése. Az alakzat minden pontja a táplálék állapotát és további fejlődési lehetőségét jelöli az emberi testben.